# Episodi di Ralph supermaxieroe (terza stagione)
La terza e ultima stagione della serie televisiva Ralph supermaxieroe è composta da 14 episodi ed è stata trasmessa negli Stati Uniti dal canale ABC.
| nº | Titolo originale                       | Titolo italiano           | Prima TV USA | Prima TV Italia |
| -- | -------------------------------------- | ------------------------- | ------------ | --------------- |
| 1  | Divorce Venusian Style                 | Cane e gatto              |              |                 |
| 2  | The Price is Right                     | Il prezzo è giusto        |              |                 |
| 3  | This is the One the Suit Was Meant For | Una terribile vacanza     |              |                 |
| 4  | The Resurrection of Carlini            | L'ultima vendetta         |              |                 |
| 5  | The Newlywed Game                      | Matrimonio lampo          |              |                 |
| 6  | Heaven is in Your Genes                | Lo scienziato folle       |              |                 |
| 7  | Live at Eleven                         | La congiura del plutonio  |              |                 |
| 8  | Space Ranger                           | Il ranger dello spazio    |              |                 |
| 9  | Thirty Seconds Over Little Tokyo       | Sol levante alla riscossa |              |                 |
| 10 | Wizards And Warlocks                   | Maghi e stregoni          |              |                 |
| 11 | It's Only Rock and Roll                | Il Complesso rock         |              |                 |
| 12 | Desperado                              | Uno splendido cavallo     |              |                 |
| 13 | Vanity, Says the Preacher              | La vanità del potere      |              |                 |
| 14 | The Greatest American Heroine          |                           |              |                 |

## Il ranger dello spazio
- Titolo originale: Space Ranger
- Diretto da: Ivan Dixon
- Scritto da: Rudolph Borchert

### Trama
Gli studenti di Ralph vogliono vincere il concorso di scienze della scuola per andare alle Hawaii e convincono ad aiutarli uno studente nuovo, geniale ma impacciato. In realtà il ragazzo facendosi chiamare "il ranger dello spazio" è in contatto con la Cia per la quale decifra codici segreti russi. Ben presto viene ricercato dalla Cia e dal Kgb per via di uno strumento per leggere i segnali dei satelliti artificiali che presenta al concorso. Toccherà a Ralph salvarlo da un rapimento da parte degli agenti russi e a Bill salvarlo dagli agenti della Cia.
- Guest star: Joe Santos, Douglas Warhit, Kene Holliday, William Bogert, Edward Bell, James Beach, Alex Rodine, Jan-Ivan Dorin, Don Cervantes, Benny Medina, Deborah Mays, Jay Gerber, Paul Carafotes

## La vanità del potere
- Titolo originale: Vanity, Says the Preacher
- Diretto da: Robert Culp
- Scritto da: Robert Culp

### Trama
A un ricevimento in cui sono invitati Ralph, Pam e Bill quest'ultimo riceve la sorprendente notizia che un paese del centroamerica, dove trenta anni prima combatté per la democrazia in gioventù, lo ha nominato "Uomo dell'anno". Arrivati nello stato latinoamericano trovano intrighi, un tentativo di rivoluzione e una minaccia per Bill. Ralph si spaccia per un personaggio dei fumetti locale dal nome di Caballo Rojo molto simile a lui, ma gli eventi precipitano fino alla morte di due fratelli e all'arrivo degli alieni creatori del costume. Nel Paese dopo l'intervento dei tre torna la democrazia e il voto popolare.
- Guest star: Isela Vega, Julio Medina, Dehl Berti, Joseph Culp, Jason Culp, Luis Moreno, Frank Pesce